# Nova vas (gmina Ivančna Gorica)
Nova vas – wieś w Słowenii, w gminie Ivančna Gorica. W 2018 roku liczyła 73 mieszkańców.